# 박은경 (성우)
박은경은 대한민국의 성우이다. 1986년 KBS 20기로 입사했으며 한국방송 성우극회 소속.

## 주요 출연작품

### 영화
- 슈퍼맨 3 (KBS) - 도시 사람(질 골든)
- 스타게이트 (KBS)